# Toshiya Saitō
Pour les articles homonymes, voir Saito.
Toshiya Saitō (西藤 俊哉, Saitō Toshiya), né le 29 mai 1997 à Minowa, près de Nagano, est un escrimeur japonais. Son arme est le fleuret.

## Carrière
Saitō débute l'escrime entraîné par son père Shigeru, dans la petite ville de Minowa-Machi, sur l'île d'Hokkaido. Il quitte son lieu de naissance à l'âge de 14 ans pour rejoindre la JOC Elite Academy, un établissement fondé en 2008 par le Comité national olympique japonais pour former les talents sportifs du pays tout entier.
L'une des révélations de la saison de coupe du monde 2016-2017, Saito crée aussi la sensation des championnats du monde de cette saison. Éliminant tour à tour Peter Joppich, Timur Safin, Richard Kruse et le champion olympique Daniele Garozzo, il se qualifie pour la finale de ces championnats, perdue contre Dmitry Zherebchenko.
Sans grand résultat sur le circuit de la coupe du monde, il obtient ensuite une médaille de bronze individuelle aux championnats d'Asie 2019.
En 2021, Saitō fait partie de l'équipe olympique du pays hôte aux Jeux de Tokyo. Tête de série no 20 en individuel, il passe le premier tour contre Guilherme Toldo (no 13, 15-10) mais est battu au second par Enzo Lefort (no 3, 4-15). Par équipes, il se montre en grande difficulté, perdant cinq de ses six assauts et un match nul avant d'être remplacé. Malgré son indicateur personnel de -6 touches, le Japon réalise un exploit au premier tour contre l'Italie (45-43). Mais son indicateur de -13, en demi-finale contre l'équipe de France, est un fardeau trop lourd pour la formation nipponne, en dépit de l'excellente performance de ses coéquipiers Takahiro Shikine et Kyōsuke Matsuyama, et le Japon s'incline sur un score serré (42-45). Il est remplacé pour le match pour la médaille de bronze, perdu par le Japon contre les favoris américains (31-45) et la jeune formation japonaise (23 ans de moyenne) échoue à la 4e place. Conscient de sa contre-performance, il adresse un message d'excuses à ses fans sur les réseaux sociaux en promettant de revenir aux Jeux de Paris en 2024 pour faire mieux que la médaille d'argent de Yūki Ōta.

## Palmarès
- Championnats du monde d'escrime
  -  Médaille d'argent aux championnats du monde d'escrime 2017 à Leipzig